# Османо-венгерская война (1521—1526)
Османо-венгерская война 1521—1526 — вооруженный конфликт между Османской империей и королевством Венгрия, фактически положивший конец независимости Венгерского королевства и начавший период османского завоевания Среднего Подунавья.

## Османо-венгерские войны
Османо-венгерские войны начались после завоевания турками в 1396 году Западной Болгарии. Военные действия происходили, в основном на территории Болгарии, Сербии, Боснии и Дунайских княжеств. В 1456 году крестоносная армия Яноша Хуньяди разгромила под Белградом войско Мехмеда II. Эта победа на 70 лет остановила наступление турок вглубь венгерской территории, но не смогла помешать падению Сербии (1459 год), Боснии (1463 год) и Герцеговины (1481 год). В результате турки вышли к границе венгерской Хорватии, и уже в ходе кампаний 1480—1481 годов совершили крупные набеги на Хорватию, Славонию, венгерские комитаты Ваш и Зала, австрийские Крайну и Штирию, а также проникли в Северную Италию (Фриуль).
В дальнейшем военные действия происходили в Боснии, Хорватии, Славонии, районе Белграда и Трансильвании. Занятая покорением Восточной Анатолии, войнами с белобаранными тюрками и мамлюками, Османская империя снизила давление на венгерские границы, а в 1503 заключила с королём Владиславом Дунайский мир на 7 лет. Он возобновлялся в 1510, 1513, а после войны 1517—1518 было подписано трехлетнее перемирие. При этом мирные договоры не останавливали необъявленную войну: османские набеги, осады городов и ответные удары венгров.
Военный потенциал Венгрии в конце XV — начале XVI века существенно снизился по сравнению с временами Матьяша Хуньяди. Короли из династии Ягеллонов были вынуждены поступиться прерогативами центральной власти в пользу магнатов. В 1492 году была распущена постоянная наемная армия. Попытка организовать в 1514 году новый крестовый поход против турок, захвативших Книн, привела к мощному народному восстанию, после которого власти опасались прибегать к созыву народного ополчения даже перед лицом османской угрозы.

## Первый поход Сулеймана
В 1520 году турки захватили несколько крепостей в Боснии и Далмации. Новый султан Сулейман I направил венгерскому королю требование выплатить дань, но турецкого посланника сочли шпионом и утопили в Тисе. В 1521 году смедеревский паша открыл против венгров военные действия, затем Сулейман крупными силами атаковал южные границы Венгрии. Были осаждены крепости Шабац, Землин (Зимонь) и Белград. Гарнизон Шабаца, состоявший всего из ста человек, весь погиб в бою, но сумел дорого продать свои жизни, положив семьсот турок. Затем пал Землин. Защитники белградской цитадели, осажденной великим визирем Пири Мехмед-пашой и султаном, отразили 20 приступов, но, не получив обещанной помощи от Фердинанда Габсбурга, поляков и чехов, 20 августа капитулировали. Их оставалось 400 человек. Турки перебили пленных венгров, а болгар, участвовавших в обороне, депортировали в Стамбул. Король Лайош II сражался с турками у Тольны, воевода Иштван Батори у Петроварадина, а Янош Запольяи в Трансильвании против корпуса акынджи под командованием Мухаммеда Михал-оглы. После взятия Белграда турки вторглись в Срем, где заняли несколько городов, в том числе Сланкамен, Митровицу, Карловцы, Илок. Оставив в Белграде 3 тыс. янычар, султан вернулся в Стамбул.

## 1522—1524 годы
В 1522—1524 годах масштабных военных действий не велось, так как султан был занят завоеванием Родоса, а затем планировал войну с Ираном. Персидский шах Тахмасп I, в свою очередь, пытался заключить военный союз с Карлом V и Венгрией, но из-за дальности расстояний такой союз не мог принести большой пользы. В 1522 году продолжились турецкие нападения на Трансильванию, Хорватию и Славонию. Не в силах организовать оборону всех этих территорий, венгерский король передал защиту Хорватии австрийскому эрцгерцогу Фердинанду Габсбургу. Воевода Трансильвании Янош Запольяи несколько раз вторгался в Валахию для поддержки Раду Афумаца против турок. Валашский господарь информировал венгров об османских планах; предполагалось, что в случае нового турецкого похода на Венгрию валахи вместе с Запольяи нанесут удар во фланг и тыл османов, но к 1526 году Раду Афумац был вынужден подчиниться Стамбулу.

## Международное положение
В 1525 году стало ясно, что османский султан готовит генеральное наступление на Венгрию. Посредничество поляков, предлагавших туркам мир с Венгрией, было отвергнуто. Внешнеполитическое положение было для венгров неблагоприятным. Франциск I, взятый испанцами в плен в битве при Павии, завязал тайные сношения с турками, и весной 1526 получил согласие султана на союз против Габсбургов. В мае 1526 года Коньякская лига объединила Францию, Венецию и Рим против Габсбургов, союзников Венгрии. В этих условиях обращения Лайоша II за помощью к Венеции, папе и Генриху VIII не дали результата. Император Карл V был противником османов, но, вынужденный воевать на нескольких фронтах, первой задачей считал разгром французов и их вытеснение из Италии, второй — отражение турецкой агрессии в Средиземноморье, и лишь на третьем месте была оборона Среднего Дуная, которую он предоставил брату Фердинанду.
При этом для Габсбургов важнейшей задачей было получение корон Чехии и Венгрии, и об этом позаботился ещё император Максимилиан I, заключивший в 1515 году с королём Владиславом Венский договор о взаимном наследовании. Помощь австрийского эрцгерцога зависела от позиции германского рейхстага, выделявшего средства для ведения войны, но в Германии развернулось реформационное движение, на раннем этапе которого Лютер и его сторонники заявляли, что турки — это божья кара, и противостоять ей нельзя. Через несколько лет, когда эта кара нависла над самой Германией, взгляды немецкого вероучителя изменились, но к тому времени Венгрия уже пала.
Польский король Сигизмунд I Старый был связан войнами с Тевтонским орденом и Москвой, а потому был вынужден 1 декабря 1525 года заключить мир с турками, и помочь своему племяннику также не мог. В результате Венгрия была предоставлена самой себе.

## Второй поход Сулеймана
В 1525 году турки провели на Дунае несколько частных операций: вторглись в Хорватию, потерпели поражение в Среме от воинственного епископа Пала Томори, неудачно осаждали крепость Яйце, которую оборонял Кристоф Франгепан.
Лайош II пытался добиться военной помощи от собрания венгерской знати, но сейм 12 июля 1525 года постановил, что дворяне сами не пойдут на войну, а выставят вместо себя наемников. Богатые землевладельцы должны были снарядить по 50 рейтаров, остальные — внести деньги, на которые комитаты должны были набрать людей и платить им жалование. Церковная десятина также должна была пойти на содержание наемников. При таком безразличии правящего сословия к судьбе страны на победу было трудно надеяться.
25 апреля 1526 года Сулейман со 100-тысячной армией и 300 орудиями выступил из Стамбула, и через три месяца прибыл в Белград. 27 июля после 10-дневной осады был взят Петроварадин, затем турки навели мост через Драву у Эсека, сожгли этот город и двинулись вглубь страны, не встречая сопротивления, так как дворянство с апреля по июнь ссорилось с королём на сейме, и никакого решения не приняло. Надор Иштван Батори, который должен был защищать Эсек, отступил без боя, сославшись на неповиновение в войсках.

## Падение Венгерского королевства
Ко второй половине августа венграм удалось собрать на болотистой равнине у Мохача около 25 тыс. человек и 80 пушек. Значительную часть этой армии составляли немецкие, чешские и сербские наемники. Этих сил было недостаточно для генерального сражения. Янош Запольяи спешил на помощь со значительным войском, и уже достиг Сегедина, но Иштван Батори и другие враги трансильванского воеводы 28 августа убедили короля дать сражение имеющимися войсками. Утром 29 августа венгры атаковали турецкие порядки. Османы начали притворное отступление, и заманили венгерский авангард под огонь артиллерии. Орудия, бившие почти в упор, обратили венгров в бегство, и те, кто не был зарублен турецкими всадниками, утонули в болоте. По-видимому, там погиб и король. По турецким подсчетам, потери противника составили более 20 тысяч человек. Две тысячи голов, среди которых были 7 епископов и несколько магнатов, были сложены в пирамиду перед палаткой султана. Виновнику поражения — надору Иштвану Батори — удалось спастись. Мохач был сожжен. Пленники и крестьяне, захваченные в венгерском лагере, были вырезаны по приказу Сулеймана (4 тысячи). Пощадили только женщин.
10 сентября султан подошел к Буде, и на следующий день та была сдана без боя. Турки разграбили и частично сожгли венгерскую столицу, вывезя оттуда королевскую сокровищницу и Корвиновскую библиотеку. Собрав в Пеште венгерских магнатов, султан объявил, что согласен признать Яноша Запольяи в качестве вассального короля. Турецкие отряды продвинулись до Эстергома, собрав большую добычу. Потери Венгрии убитыми и угнанными в рабство, предположительно, могли достигать 200 тыс. человек, то есть почти 1/10 населения. 24 сентября османская армия отправилась назад, и в ноябре султан вернулся в Стамбул. Закрепляться на венгерской территории турки не стали, и ни одного гарнизона севернее Срема не разместили.

## Итоги
10 ноября 1526 года часть венгерских магнатов избрала королём Яноша Запольяи. Вскоре эрцгерцог Фердинанд заявил претензии на венгерскую корону и в следующем году начал войну. В 1528 году Запольяи, потерпев несколько поражений, бежал в Польшу, и просил помощи Сулеймана. В 1529 году султан выступил в поход на Вену, открывший длительную череду войн с австрийцами на Среднем Дунае.